# Hubert Gantioler
Hubert Gantioler (* 6. April 1963) ist ein österreichischer Extremsportler.
Gantioler begann seine sportliche Karriere als Skilangläufer und Abfahrer. Seit 1995 nimmt er an verschiedenen Straßen- und Bergrennen teil und tritt beim Duathlon und Triathlon an.
Er hält zwei Weltrekorde: Im Februar 2004 überwand er in 12 Stunden 8.335 Höhenmeter bergan in Grünau im Almtal. Bereits im Juni 2003 hatte er innerhalb von 24 Stunden 12.100 Höhenmeter auf einer Strecke von 145 Kilometern bewältigt.
Den Traunsee-Marathon (70 Kilometer über 4.000 Höhenmeter) schloss er 2004 als Zweiter ab ebenso wie den Dolomitenmann (im Team). Darüber hinaus konnte er mehrere nationale Rennen gewinnen.
Über die Bergläufe hinaus erreichte Gantioler bei drei Ironman-Läufen das Ziel, einmal auf dem 12. Platz. Beim Powerman Zofingen, der Duathlon-WM in Zofingen wurde er drittbester Österreicher. Bei mehreren Marathonläufen belegte er vordere Plätze.
2007 lief Gantioler beim Marathon des Sables – dem vielleicht anspruchsvollsten Etappen-Marathon der Welt – auf Platz 12. Im selben Jahr konnte er noch bei zwei österreichische Ultraläufe mit ausgezeichneten Ergebnissen aufwarten. In 12 Stunden lief er in Vogau (Steiermark) 139,8 km und in 6 Stunden in Grieskirchen (Oberösterreich) 76 km. Gantioler steht somit auf der Weltrangliste der Ultraläufer 2007 auf Rang 4.
Im November 2008 lief er das Himalayan 100 Mile Stage Race und beendete alle 5 Etappen als Sieger.